# 光致變色鏡片

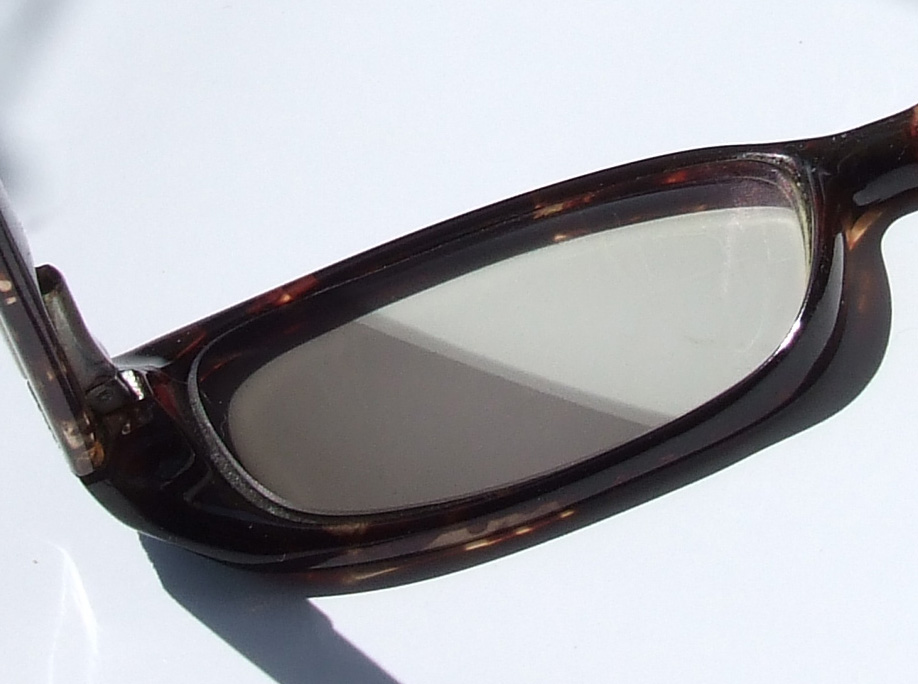
光致變色眼鏡鏡片（聚合物薄膜），有部分鏡片被紙覆蓋之后暴露在陽光下。 Note the two levels of coloration around the dark-light interface, arising from the fact that the photochromic molecules are located in two thin films (on the front and back surfaces of the lens).

光致變色鏡片是一種當曝露在某特定波長的光（一般是紫外光）時會變得深色的鏡片，而當不再被此光源照射便會回覆原有的透光率而變得清透。光致變色鏡片可以由玻璃或包括聚碳酸酯在內的塑膠制成。
其變色效果是由添加在鏡片內的氯化銀或其他鹵化物，此類物質在沒有被紫外光照射時對可見光是透明的，當被紫外光照射時就會起化學反應，化學反應後變成會吸收部份可見光而令鏡片呈現得深色。此化學反應屬可逆反應，所以當不再被紫外光照射時鏡片就會回覆原有透明的狀態。

## 發明經過
光致變色鏡片是由康寧公司（Corning Glass Works Inc.）的 Roger Araujo在60年代所發明。

## 技術詳情
光致變色效果是由加在鏡片的化學物質所造成，在玻璃與塑膠上的作法有所不同。在玻璃鏡片中加入了微晶體結構的鹵化銀（一般是氯化銀）於鏡片中。在塑膠鏡片中，則使用有機光色分子(例如oxazines 或 naphthopyrans)。
由於使用上的要求，光致變色鏡片多設計成在戶外環境會變得深色，而在室內環境則保持透明。為達至這效果，鏡片內的化學物只會對紫外光（UV）有反應而變黑，戶外光源是太陽，陽光含有的紫外光就會令鏡片變黑。而因為室內的人工光源多不含紫外光(或紫外光含量遠低於陽光)，所以能保持透明。
由於車窗玻璃會擋去部份紫外光，車廂內的光致變色光片會顯得較為淺色。有些光致變色鏡片會對可見光有反應而變深色，可以避免以上情況，但卻衍生出其他問題，因為要對可見光作出反應，因此無可避免會吸收了部份可見光，所以即使在光線較弱的環境下也不能透明。

### 鏡片構成
光致變色物質可以添加於鏡材之中，也可以附加於鏡片表面。
玻璃鏡可以加入致光變色物質中，光致變色物質是平均分佈於玻璃之中，如此，玻璃鏡片就可以造出效果，由於變色後顏色的深度與玻璃的厚度有關，因此用在矯視鏡片時就有顏色深度不均的問題。
而在鏡片表面附上一層光致變色物質的方法在玻璃及塑膠鏡片都適用。光致變色膜層可以以俱光學特性的接合劑粘貼於玻璃鏡片表面，而以塑膠制成的光致變色鏡片則是在表面鍍上一層平均的150µm厚光致變色物質。此類方法沒有因厚度不均而導致的顏色不均問題。

### 變色速度
在變色速度方面，被紫外線照射1分鐘足可大體上變暗，要達至完全變暗則須連續被紫外光照射15分鐘。由暗變為透明的速度相對較慢，明顯的變淺須時2分鐘，大體上變淺則須5分鐘，超過15分鐘後才能完全變回透明。倫敦大學學院的眼科學院有研究發現光致變色鏡片在黑暗環境中仍然會吸收20%的環境光。

### 溫度影響
光致變色物質由深色換為淺多是熱反應，因此在較高溫的環境中會變暗後會較正常淺色。因此光致變色鏡片在高溫天氣下不及一般太陽眼鏡暗，所以不能完全取代太陽眼鏡。反之在較冷的環境下就可以有較深色效果，故此光致變色鏡片較適合用於雪地多於夏日戶外活動。
由於上述特性部份生產商的光致變色鏡片產品設計成由暗色轉為更暗色，但這類產品只適合戶外使用，並不適合一般用途。

### 壽命
以塑膠制成的光致變色鏡片壽命約2至3年，其後轉色能力會變差。以玻璃制成的則可以擁有很長的壽命。